# (73136) 2002 GX75
(73136) 2002 GX75 – planetoida z pasa głównego asteroid okrążająca Słońce w ciągu 3,5 lat w średniej odległości 2,3 j.a. Odkryta 9 kwietnia 2002 roku.